# Campeonato Europeo de Yngling
El Campeonato Europeo de Yngling fue la máxima competición de la clase de vela Yngling a nivel europeo. Se realizaron cuatro ediciones entre los años 2004 y 2008 bajo la organización de la Federación Europea de Vela (EUROSAF). Este tipo de embarcación fue una clase olímpica en los Juegos Olímpicos de Atenas 2004 y Pekín 2008.

## Palmarés
| N.º | Año  | Sede                        | Oro                                                                | Plata                                                                    | Bronce                                                                    |
| --- | ---- | --------------------------- | ------------------------------------------------------------------ | ------------------------------------------------------------------------ | ------------------------------------------------------------------------- |
| I   | 2004 | Stavoren · ( Países Bajos)  | Anna Basalkina · Vladislava Ukraintseva · Galina Lukashova · Rusia | Dominica Lindsey Annie Lush Penny Mountford Reino Unido                  | Ruslana Taran · Hanna Kalinina · Svitlana Matevusheva · Ucrania           |
| II  | 2006 | Medemblik · ( Países Bajos) | Mónica Azón · Sandra Azón · Graciela Pisonero · España             | Mandy Mulder · Brechtje van der Werf · Petronella de Jong · Países Bajos | Ulrike Schümann · Lee Icyda · Ute Höpfner · Alemania                      |
| III | 2007 | Warnemünde · ( Alemania)    | Yekaterina Skudina · Diana Krutskij · Natalia Ivanova · Rusia      | Mandy Mulder · Brechtje van der Werf · Marije Kampen · Países Bajos      | Sofía Bekatoru · Sofía Papadopulu · Jristina Jaramudani · Grecia          |
| IV  | 2008 | Blanes · ( España)          | Sarah Ayton Sarah Webb Pippa Wilson Reino Unido                    | Renée Groeneveld · Annemieke Bes · Merel Witteveen · Países Bajos        | Mandy Mulder · Floortje Hendriksen · Brechtje van der Werf · Países Bajos |

## Medallero histórico
- Hasta Blanes 2008.

| Núm. | País         | Oro | Plata | Bronce | Total |
| ---- | ------------ | --- | ----- | ------ | ----- |
| 1    | Rusia        | 2   | 0     | 0      | 2     |
| 2    | Reino Unido  | 1   | 1     | 0      | 2     |
| 3    | España       | 1   | 0     | 0      | 1     |
| 4    | Países Bajos | 0   | 3     | 1      | 4     |
| 5    | Alemania     | 0   | 0     | 1      | 1     |
| 5    | Grecia       | 0   | 0     | 1      | 1     |
| 5    | Ucrania      | 0   | 0     | 1      | 1     |
|      | TOTAL        | 4   | 4     | 4      | 12    |